# Olle Bergmark
Stig Olof "Olle" Bergmark, född 27 juli 1916 i Umeå, död 31 mars 1994 i Motala, var en svensk konstnär, byrådirektör och diktare.
Förutom en karriär inom vattenkraft studerade Bergmark vid Pernbys målarskola i Stockholm och för Gustaf Fängström i Uppsala.
Hans konst består av realistiska landskap och stadsbilder. Vid sidan av konsten har han medverkat med egna dikter i dagspressen och lokalradion. Någon av hans dikter finns publicerad i antologin Östgötaspegel.
Bergmark är representerad vid Statens Konstråd, Bodens kommun, Luleå kommun, Umeå kommun, Motala kommun, Linköpings kommun, Mjölby kommun, Solna kommun, Landskrona kommun, Norrbottens läns landsting, Västerbottens läns landsting, Östergötlands läns landsting, Jönköpings läns landsting, Värmlands läns landsting och Malmöhus läns landsting.